# Fulmine (1896)
Fulmine byl torpédoborec Italského královského námořnictva. Ve službě byl v letech 1900–1921. Byl to první torpédoborec navržený a postavený v Itálii. Ve službě byl nasazen do Italsko-turecké války a první světové války. V 1906–1911 byl využíván jako cvičná loď.

## Stavba
Vývoj torpédoborce vedl Ernesto Martinez. Postavila jej italská loděnice Cantieri navali Odero v Sestri Ponente na předměstí Janova. Stavba byla zahájena 14. července 1897, torpédoborec byl na vodu spuštěn 4. prosince 1898 a do služby byl nasazen 26. října 1900. Fulmine představoval experimentální plavidlo, které nenaplnilo očekávání. Ve službě nedosahoval očekávané rychlosti 26,5 uzlu.

## Konstrukce
Výzbroj tvořilo pět 57mm kanónů QF 6-pounder Nordenfelt a tři jednohlavňové 356mm torpédomety. Pohonný systém tvořily čtyři kotle Blechynden a dva trojčinné parní stroje o výkonu 4729 hp, pohánějící dva lodní šrouby. Nejvyšší rychlost dosahovala 24 uzlů. Dosah byl 800 námořních mil při rychlosti patnáct uzlů.

### Modernizace
Roku 1901 bylo složení výzbroje upraveno na jeden 76mm kanón, tři 57mm kanóny a dva 356mm torpédomety.